# Matrosendivision
Matrosendivisionen waren in der Marine des Deutschen Reiches Truppenteile an Land, die das Reservoir für die Besatzung der Schiffe und Fahrzeuge mit seemännischem Personal bildeten.
Die Marinedivisionen unterstanden den Marineinspektionen in Kiel und Wilhelmshaven; sie besaßen je drei Abteilungen zu drei Kompanien. Die erste Abteilung hatte als neunte Kompanie eine Vermessungskompanie in Friedrichsort. 
An der Spitze einer Marinedivision stand ein Kapitän zur See, einer Abteilung ein Korvettenkapitän. Die Kompanien waren in so genannte Schiffsstämme eingeteilt, die im Fall der Mobilmachung sofort festgelegte Schiffe zu besetzen hatten. Sie wurden deshalb bereits im Frieden auf ihren Schiffen, die abgerüstet in Werften lagen, an Geschützen und Torpedos ausgebildet. Die vorbereitende Ausbildung umfasste den Infanteriedienst, das Exerzieren am Geschütz, das Bootsrudern und Segeln, das Signalisieren, das Spleißen, Segelnähen und Knotenbilden, das Schießen mit dem Gewehr und das Schwimmen.
Eine ähnliche Aufgabe für die Versorgung der Flotte mit Maschinen- und Handwerkerpersonal hatten die Werftdivisionen.